# Pteropus fundatus
Pteropus fundatus es una especie de murciélago de la familia Pteropodidae.

## Distribución geográfica
Es  endémica de las islas Banks (Vanuatu).

## Hábitat
Su hábitat natural son: zonas tropicales o subtropicales, de bosques áridos y pantanos